# Višera (přítok Vyčegdy)
Višera (rusky Вишера) nebo Vyšera (rusky Вышера) je řeka v Komiské republice na severovýchodě evropské části Ruska. Je dlouhá 247 km. Plocha povodí měří 8780 km².

## Průběh toku
Pramení v mokřadech nedaleko Sindorského jezera. Ústí zprava do Vyčegdy (povodí Severní Dviny).

## Vodní režim
Zdrojem vody jsou převážně sněhové srážky. Průměrný roční průtok vody u vesnice Luň činí 79,1 m³/s. Zamrzá v listopadu a rozmrzá na konci dubna.

## Využití
Vodní doprava je možná od ústí přítoku Nivšera.